# Beyrède-Jumet
Beyrède-Jumet era una comuna francesa que estaba situada en el departamento de Altos Pirineos, de la región de Occitania que el 1 de enero de 2019 pasó a formar parte de la comuna nueva de Beyrède-Jumet-Camous como comuna delegada.

## Historia
Fue creada entre 1790 y 1794 con la unión de las comunas de Beirede y Jumet.

## Demografía
| Gráfica de evolución demográfica de Beyrède-Jumet entre 1800 y 2016 |
|                                                                     |

Los datos demográficos contemplados en este gráfico de la comuna de Beyrède-Jumet se han cogido de 1800 a 1999 de la página francesa EHESS/Cassini, y los demás datos de la página del INSEE.